# Mamo torony
A  Mamo torony  (máltaiul:  Torri Ta' Mamu ) egy erődített lakóház a máltai Marsaskalában, amelyet a Mamo család épített 1657-ben a Szent Tamás-öbölnél fekvő birtokán. 
Az évszázadok során sok tulajdonosa volt, közöttük Lord Gerald Strickland málta 4. miniszterelnöke is, majd a második világháború alatt regionális parancsnokságként működött. A Mamo tornyot rekonstruálták, többször restaurálták, napjainkban jó állapotban van, nyitott a nagyközönség számára, és hagyományőrző programok kedvelt helyszíne.

## Leírása
Formailag a torony teljesen egyedi, alaprajza Szent András-keresztre hasonlít, 16 oldala van, lapostetős. Az alsó szinten öt helyiség található, négy kisebb szoba a kereszt végein és egy nagyobb, kerek, kupolatetős a közepén. Innen két lépcsősor indul, a bal oldali a tetőre vezet, a jobb oldali pedig az egyik szoba fölötti alacsony hálóhelyiségbe. A torony jobb oldalánál van egy kút, amelyet egy akna közvetlenül a tetővel köt össze.
A toronynak nincsenek lőrései, muskéta állásai, vagy egyéb védelmi elemei, de ablakai magasan vannak és két méter vastag falai elég erősek voltak ahhoz, hogy megvédjék a Mamo családot és akár 80 további embert a Szent Tamás-öböl felől rajtaütés-szerűen támadó berber kalózoktól.
A tornyot két méter mély szárazárok vette körül, amelyen függőhíd vezetett át. A Mamo család egy kis kápolnát is épített, a torony mellé, amit Thienei Szent Kajetánnak szenteltek.

## Története
A Mamo torony 1657-ben épült a Mamo család megerősített lakóhelyeként. Az építkezést Gregorio Mamo kezdte, de fia, Giorgio fejezte be. Apa és fia, mindketten építőmesterek voltak és Málta szerte több Szent János-rendi erődítmény építkezésén dolgoztak. A Mamo torony (a Wignacourt- , a Lascaris- és a de Redín-tornyokkal együtt) része volt a rend partvédelmi rendszerének, a máltai lovagok zászlaja lobogott rajta.
Az évszázadok során sokszor gazdát cserélt, végül Lord Gerald Strickland máltai miniszterelnök örökölte meg. A második világháború kezdetén 1940-ben a brit hadsereg kisajátította a Mamo tornyot és regionális parancsnokságot működtetett benne. Ekkor a tetőre bunkert és géppuskaállásokat építettek. 
A háború után bérbe adták egy zejtuni családnak és egészen 1987-ig magánházként használták, de állapota folyamatosan romlott.
A Mamo torony 1988-ban került a Dín l-Art Ħelwa máltai örökségvédelmi szervezet gondozásába, akik 1994 és 1995 között rekonstruálták – a ráépített részeket ekkor eltávolították –, és megnyitották a nagyközönség előtt.
A Din l-Art Ħelwa további két alkalommal, 2012-ben és 2022-ben is kiterjedt helyreállítási munkákat végzett a torony külső homlokzatán. Jelenleg heti négy napon – csütörtöktől-vasárnapig – látogahtagó.
Alkalmanként hagyományőrző rendezvényeket tartanak benne, ahol megelevenítik a 18. század végén Málta védelméért harcoló milíciák és ezredek életmódját és harcmodorát.

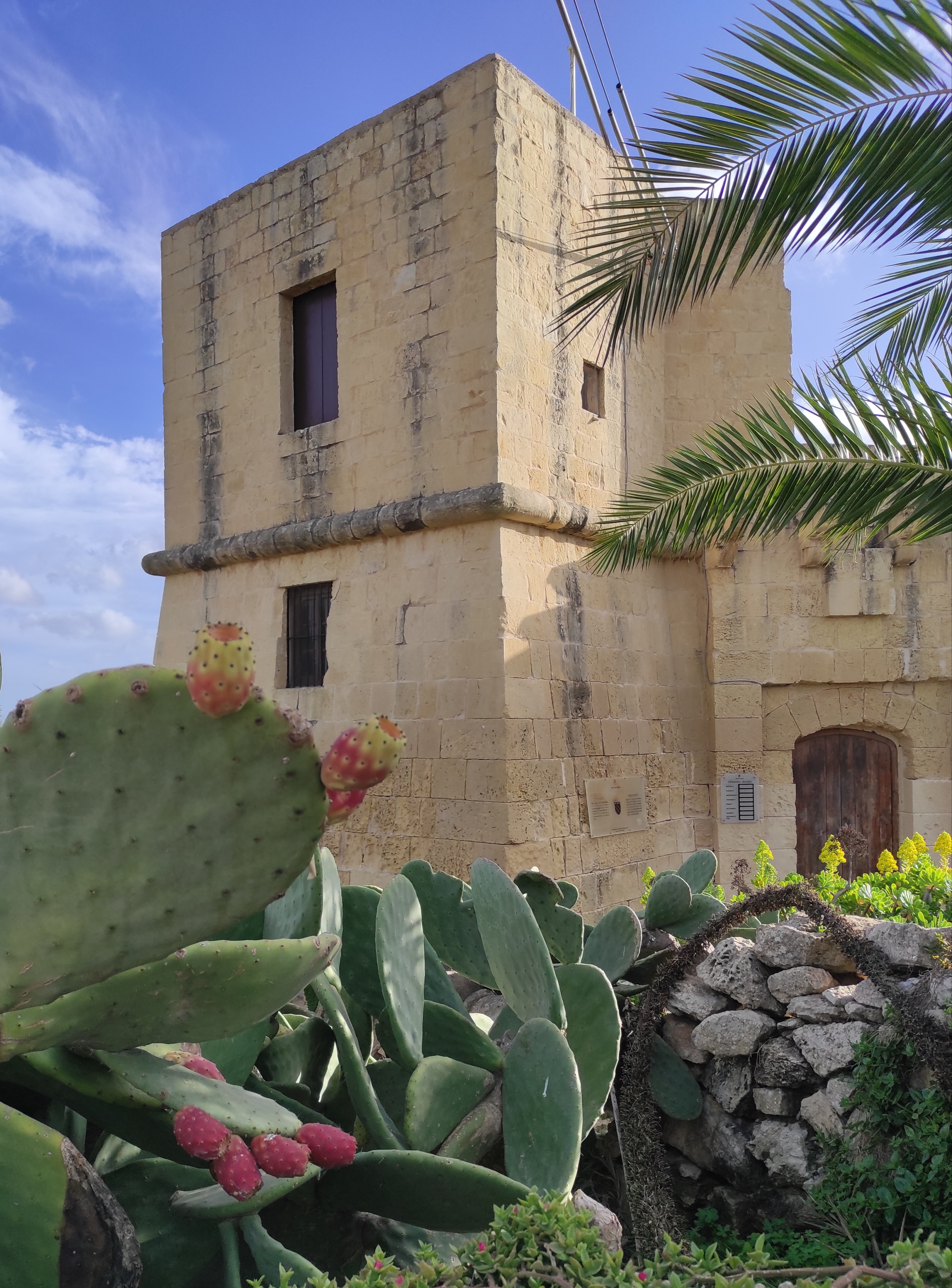
A Mamo torony valójában nem torony,
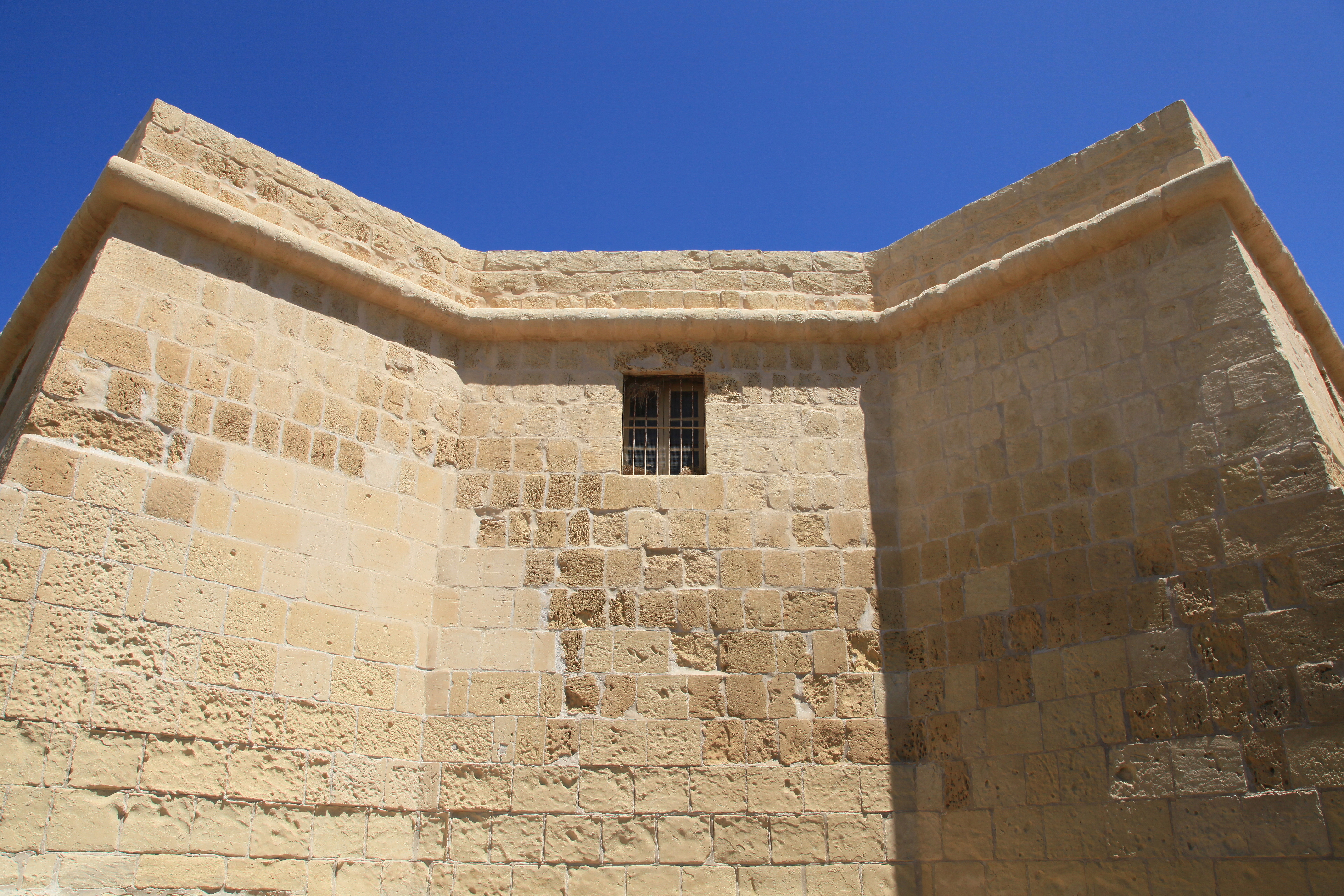
hanem a Mamo család erődített lakóháza volt.
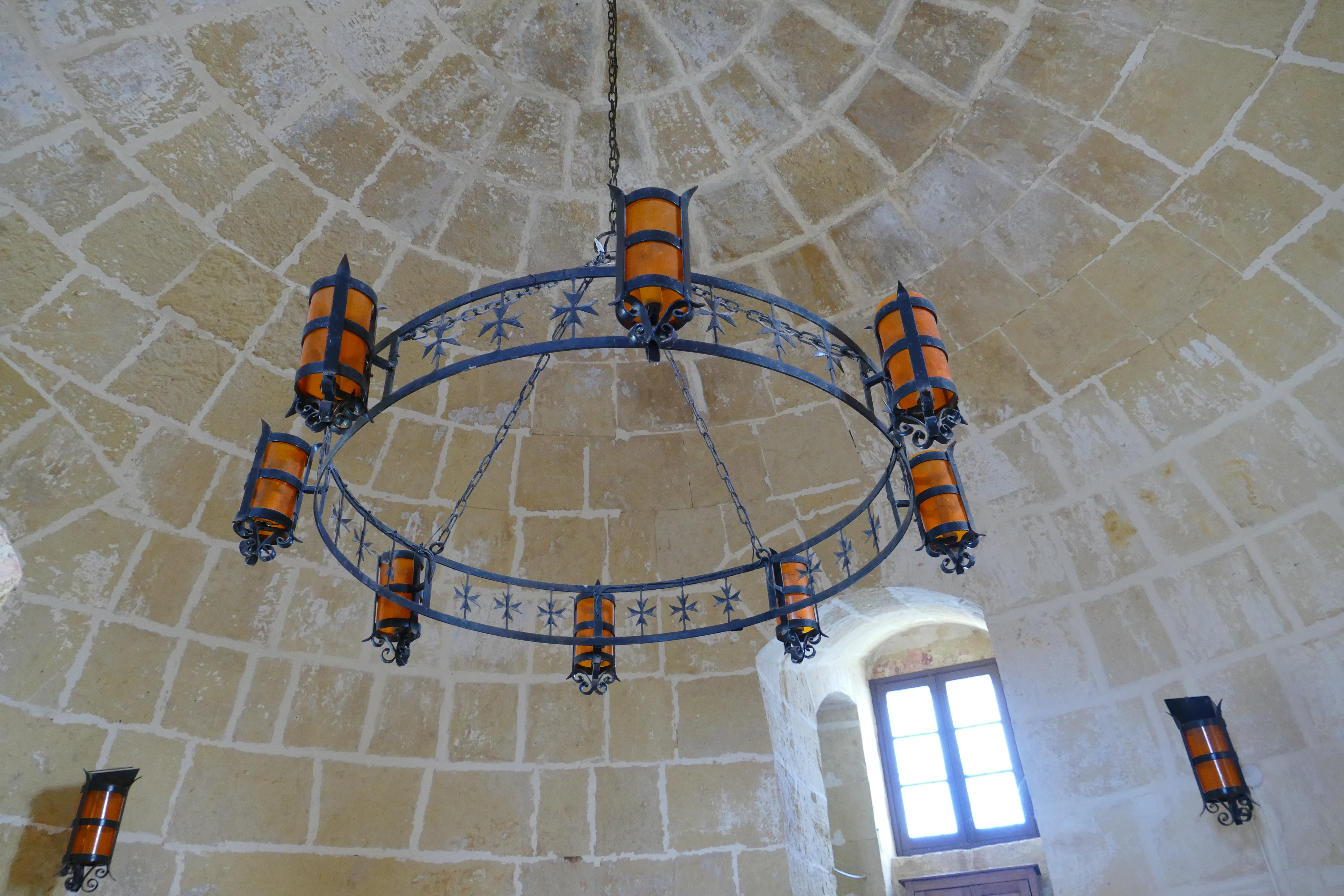
A kerek szoba kupolája

## Fordítás
Ez a szócikk részben vagy egészben  a    Mamo Tower című angol Wikipédia-szócikk fordításán alapul.  Az eredeti cikk szerkesztőit annak laptörténete sorolja fel. Ez a jelzés csupán a megfogalmazás eredetét és a szerzői jogokat jelzi, nem szolgál a cikkben szereplő információk forrásmegjelöléseként.

## Külső hivatkozások
- A máltai szigetek kulturális javainak nemzeti jegyzéke

- Protection of Antiquities Regulations 21st November, 1932 Government Notice 402 of 1932, as Amended by Government Notices 127 of 1935 and 338 of 1939.. Malta Environment and Planning Authority . [2016. április 19-i dátummal az eredetiből archiválva].

- Torri Mamo, Marsascala (angol nyelven). Heritage Sites managed by Din l-Art Helwa. Dín l-Art Ħelwa